# Амир Дамар Коку
Ами́р Дама́р Коку́ (араб. أمير دامر كوكو‎; 8 декабря 1979, Хартум, Судан) — суданский футболист, защитник. Выступал за клуб «Аль-Меррейх» и сборную Судана.

## Карьера

### Клубная
С 1999 года выступает в суданском клубе «Аль-Меррейх» из Омдурмана, в его составе становился 4 раза чемпионом Судана, 6 раз вице-чемпионом, 5 раз обладателем Кубка страны и 2 раза финалистом национального Кубка. Кроме того, в сезоне 2007 года стал финалистом Кубка Конфедерации КАФ.

### В сборной
В составе главной национальной сборной Судана выступает с 2003 года. Сыграл в её составе 6 встреч в отборочном турнире к чемпионату мира 2006 года и 3 игры в отборочном турнире к чемпионату мира 2010 года.
В составе сборной участвовал в Кубке африканских наций 2008 года, сыграл в 2-х матчах команды из 3-х (против Египта и Камеруна).

## Достижения
«Аль-Меррейх»
- Чемпион Судана (4): 2000, 2001, 2002, 2008
- Вице-чемпион Судана (6): 2003, 2004, 2005, 2006, 2007, 2009
- Обладатель Кубка Судана (5): 2001, 2005, 2006, 2007, 2008
- Финалист Кубка Судана (2): 2004, 2009
- Финалист Кубка Конфедерации КАФ (1): 2007